# Wszemierzyce
Wszemierzyce (auch Marianówek, deutsch Marienhof) ist ein Wohnplatz in der Woiwodschaft Westpommern in Polen. Er gehört zu der  Gmina Siemyśl (Gemeinde Simötzel) im Powiat Kołobrzeski (Kolberger Kreis). 
Der Wohnplatz liegt in Hinterpommern, etwa 17 Kilometer südlich von Kołobrzeg (Kolberg) und etwa 95 Kilometer nordöstlich von Stettin. 
Der Wohnplatz wurde um 1850 als Vorwerk des Rittergutes Neurese A angelegt, und zwar etwa 3 Kilometer südlich von Neurese und knapp 1 Kilometer östlich von Justinenthal, dem Vorwerk des Rittergutes Neurese B. Als das Rittergut Neurese A um 1880 durch seinen Besitzer aufgeteilt wurde, ging Marienhof als Ganzes an einen Erwerber, der es als selbständigen Betrieb fortführte. Im Jahre 1864 zählte Marienhof 38 Einwohner, im Jahre 1905 29 Einwohner und im Jahre 1925 41 Einwohner. 
Zu Marienhof gehörten im Jahre 1895 137 Hektar Land, später dann noch 120 Hektar. Der Viehbestand betrug im Jahre 1939 9 Pferde, 35 Rinder und 100 Schweine. 
Marienhof gehörte zunächst zum Gutsbezirk Neurese A, nach der in den 1870er Jahren erfolgten Zusammenlegung der Gutsbezirke Neurese A und Neurese B dann zum Gutsbezirk Neurese und nach der 1895 erfolgten Auflösung des Gutsbezirks dann zur Landgemeinde Neurese. Marienhof bildete bis 1945 einen Wohnplatz der Gemeinde Neurese und gehörte mit dieser zum Landkreis Kolberg-Körlin der Provinz Pommern.
1945 kam Marienhof, wie ganz Hinterpommern, an Polen. Es erhielt den polnischen Ortsnamen „Wszemierzyce“, später wurde auch „Marianówek“ gebräuchlich. 